# Frutigen
Frutigen är en ort och kommun i distriktet Frutigen-Niedersimmental i kantonen Bern, Schweiz. Kommunen har 7 068 invånare (2023). Frutigen är huvudort i distriktet Frutigen-Niedersimmental.